# Amphisbetia trispinosa
Amphisbetia trispinosa är en nässeldjursart som först beskrevs av Coughtrey 1875.  Amphisbetia trispinosa ingår i släktet Amphisbetia och familjen Sertulariidae. Inga underarter finns listade i Catalogue of Life.